# Tumak jezik
Tumak jezik (ISO 639-3: tmc; dije, sara toumak, toumak, tumac, tumag, tummok),jedan od afrazijskih jezika istočnočadske skupine, čadska porodica, kojim govori 25 200 ljudi (1993 census) u regiji Mandoul, prefektura Mandoul Oriental..
Većina govornika služi se dijalektom motun (mawer, moden, modin, mod, mot, motin) drugi dijalekt je tumak (71% leksičke sličnosti). Tumak pripada uz još tri jezika istočnočadskoj podskupini somrai-tumak. 

## Vanjske poveznice
- Ethnologue (14th)
- Ethnologue (15th)